# آيت افضولي (أنمزي)
آيت افضولي هي إحدى مشيخات المملكة المغربية، تتبع جغرافيا لإقليم ميدلت وإداريًا لأنمزي. يقدر عدد سكانها بـ 1120 نسمة حسب الإحصاء الرسمي للسكان والسكنى لسنة 2004.